# Gyda (rivier)
De Gyda (Russisch: Гыда), in de tsaristische periode Gida (Гида) genoemd, is een ongeveer 210 kilometer lang riviertje in het noorden van het West-Siberisch Laagland, iets ten zuidwesten van de Jenisejbaai, in het noorden van het schiereiland Gyda  in de Russische autonome okroeg Jamalië. De rivier ontspringt uit diverse bronriviertjes, waarvan de Sarvorojacha de langste is, en stroomt vervolgens eerst naar het zuidwesten. Na het Chasatomeer te hebben doorstroomd, buigt ze af naar het westen, ten noorden van het Choetsjemameer en buigt vervolgens af naar het zuidwesten, om uit te stromen in een brede boezem, die voorbij het plaatsje Gyda uitloopt in de brede Gydaboezem, die de schiereilanden Javaj en Mamonta van elkaar scheidt, alvorens uit te monden in de Karazee.
De rivier doorstroomt als onderdeel van de toendra een gebied met vele meren en meertjes. In 1730 werd de rivier in kaart gebracht door een groep mensen onder leiding van M. Vychodtsev.